# Marco Bagnoli
Marco Bagnoli (Empoli, 1949) è un artista, pittore e illustratore italiano.

## Biografia
Nasce a Empoli da una famiglia di gelatai, fondatori della Sammontana. Dopo aver completato gli studi universitari con una laurea in chimica, inizia a dedicarsi all'attività artistica in parallelo all'attività nell'azienda di famiglia. La sua prima mostra risale al 1977, e negli anni successivi intensifica la sua produzione partecipando per quattro volte alla Esposizione internazionale d'arte di Venezia (1982, 1986, 1997, 2009) e a Documenta di Kassel nel 1982 e 1992. Le sue opere sono esposte nelle collezioni del MAC Lyon, del Centro Pecci di Prato, del Castello di Rivoli, del Museo d'arte contemporanea Donnaregina di Napoli, e del GAM Torino. Nel 2017 Germano Celant ha analizzato la sua opera in una monografia edita dai tipi di Skira, Milano.

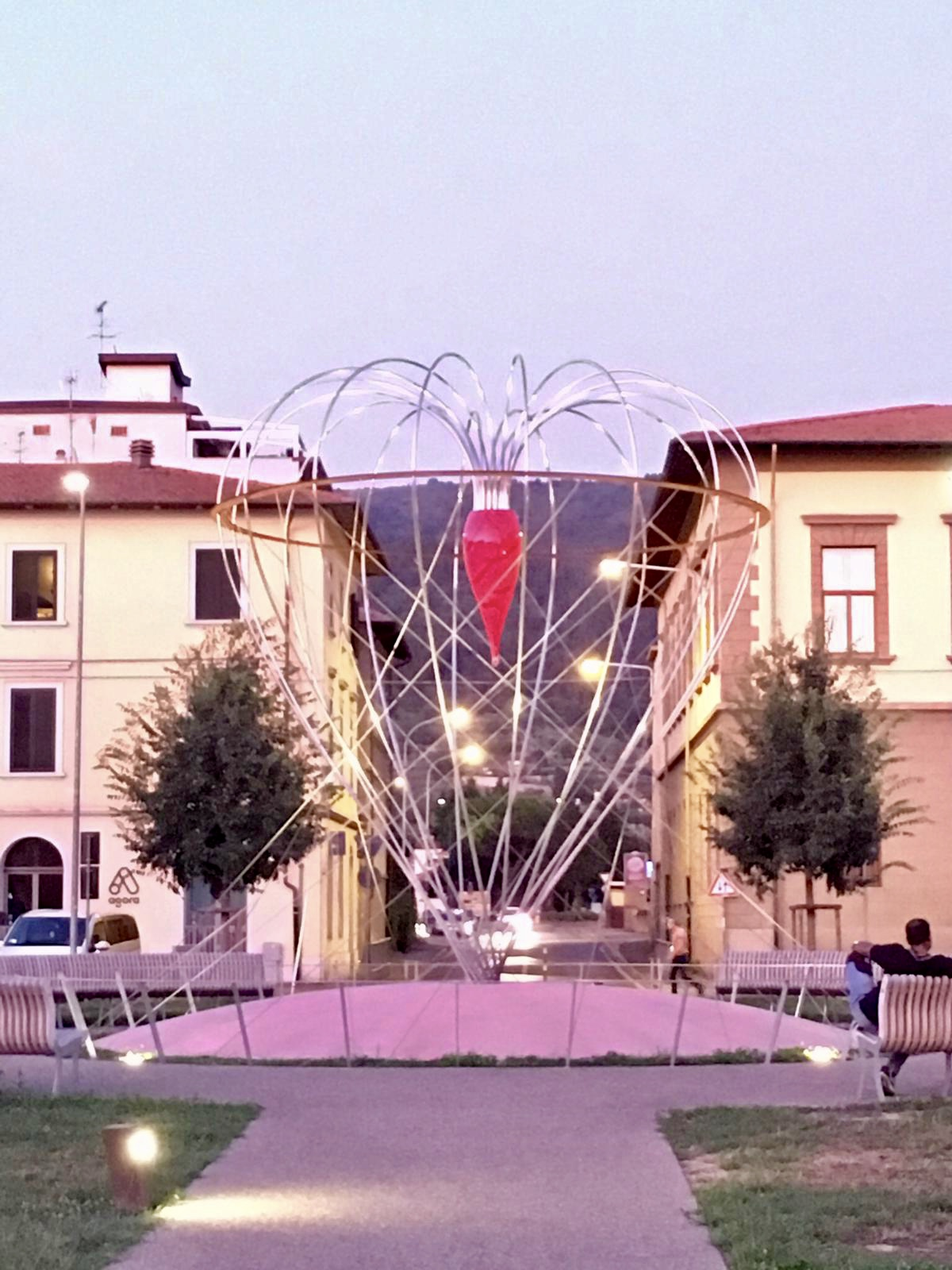
L'anello mancante alla catena che non c'è, scultura in Piazza Ciardi a Prato